# P-A-R-K
P-A-R-K è il sesto album dei The Mad Capsule Markets, l'ultimo disco con sonorità punk, dopo il radicale cambiamento portato con il successivo 4 Plugs. Nel 1996 è stato pubblicato negli Stati Uniti, ma è praticamente passato in sordina.

## Tracce
1. HI-SIDE (High-Individual Side)
2. Limit
3. In Surface Noise
4. Parasaito (Kiseichu) (パラサイト (寄生虫), Parasite)
5. Kouen e Ato Sukoshi (公園へあと少し, A Bit More to the Park)
6. Hab'it
7. Cr'ock On The Work
8. Toki no Oto (時ノ音, Sound of Time)
9. Umareta Bakari no Kaiga wo Moyase (生まれたばかりの絵画を燃やせ, Burn the Newborn Picture)
10. P-A-R-K
11. Mustard
12. The Life In The Fairy Story
13. Taiyou no Shita (太陽の下, Beneath the Sun)